# Oorlog-stories (2022)
Oorlog-stories, door een voorgaande serie soms ook Oorlog-stories 2 genoemd, is een Nederlands online-dramaserie van de EO dat in 2022 uitgezonden werd op de online kanalen van NPO Zapp. De serie werd geregisseerd door Timo Ottevanger en is een losstaand vervolg op de gelijknamige serie uit 2020.

## Verhaal
De serie volgt de dertienjarige Antje tijdens de Tweede Wereldoorlog, die via haar sociale media haar fans bijhoudt wat ze allemaal meemaakt. Antje is de dochter van de prominente NSB'er Tunnis Buursma. Door de foute keuzes die haar vader tijdens de doorlopende oorlog maakt is Antje niet meer welkom bij haar vriendinnen. Daarnaast wordt ze op school getreiterd en op straat door andere belaagd. Antje zit hierdoor met zichzelf in de knoop en stelt zichzelf de vraag of haar vader echt aan de foute kant staat en of ze 'als kind van' ook schuldig is.

## Rolverdeling
| acteur                | personage  |
| --------------------- | ---------- |
| Noa Jacobus           | Antje      |
| Juda Goslinga         | Tunnis     |
| Chava voor in 't Holt | Grietje    |
| Lara Bakker           | Fre        |
| Reiky de Valk         | Kees       |
| Anna Nakopia          | Milly      |
| Wendy Ruijfrok        | Roelie     |
| Ilke Turpijn          | tante Mien |

## Achtergrond
De serie is een losstaand vervolg op de gelijknamige serie uit 2020. Deze nieuwe serie wordt geregisseerd door Timo Ottevanger en is gebaseerd op het waargebeurde oorlogsverhaal van Antje Buursma. De hoofdrollen in de serie werden vertolkt door Noa Jacobus en Juda Goslinga.
Oorlog-stories ging op 8 april 2022 in première op de online-kanalen van NPO Zapp en bestond uit vier afleveringen.
De serie werd in het najaar van 2022 genomineerd voor de Europese prijs, Rose d'Or. Tevens werd de serie genomineerd voor een Televizier Ster in de categorie Jeugd, beide prijzen werden uiteindelijk niet gewonnen.